# Natalie Morales (animatrice de télévision)
Pour les articles homonymes, voir Moralès.
Ne doit pas être confondu avec Natalie Morales.
Natalie Morales, née le 6 juin 1972 à Taipei à Taïwan, est une journaliste et animatrice de télévision américaine. Elle est connue pour avoir animé le talk show Today sur la chaîne NBC News pendant 22 ans.

## Premières années
Natalie Morales est la fille du Lieutenant Colonel Mario Morale Jr. Dans son enfance, elle suit son père dans ses différentes affectations (Panama, Brésil et Espagne) au sein de l'US Air Force. Elle est diplômée de la high school à Camden, Delaware en 1990,, puis poursuit des études en obtenant avec mention Summa cum laude un bachelor of Arts à l'université Rutgers. Elle y est membre de la fraternité Phi Beta Kappa.

## Carrière

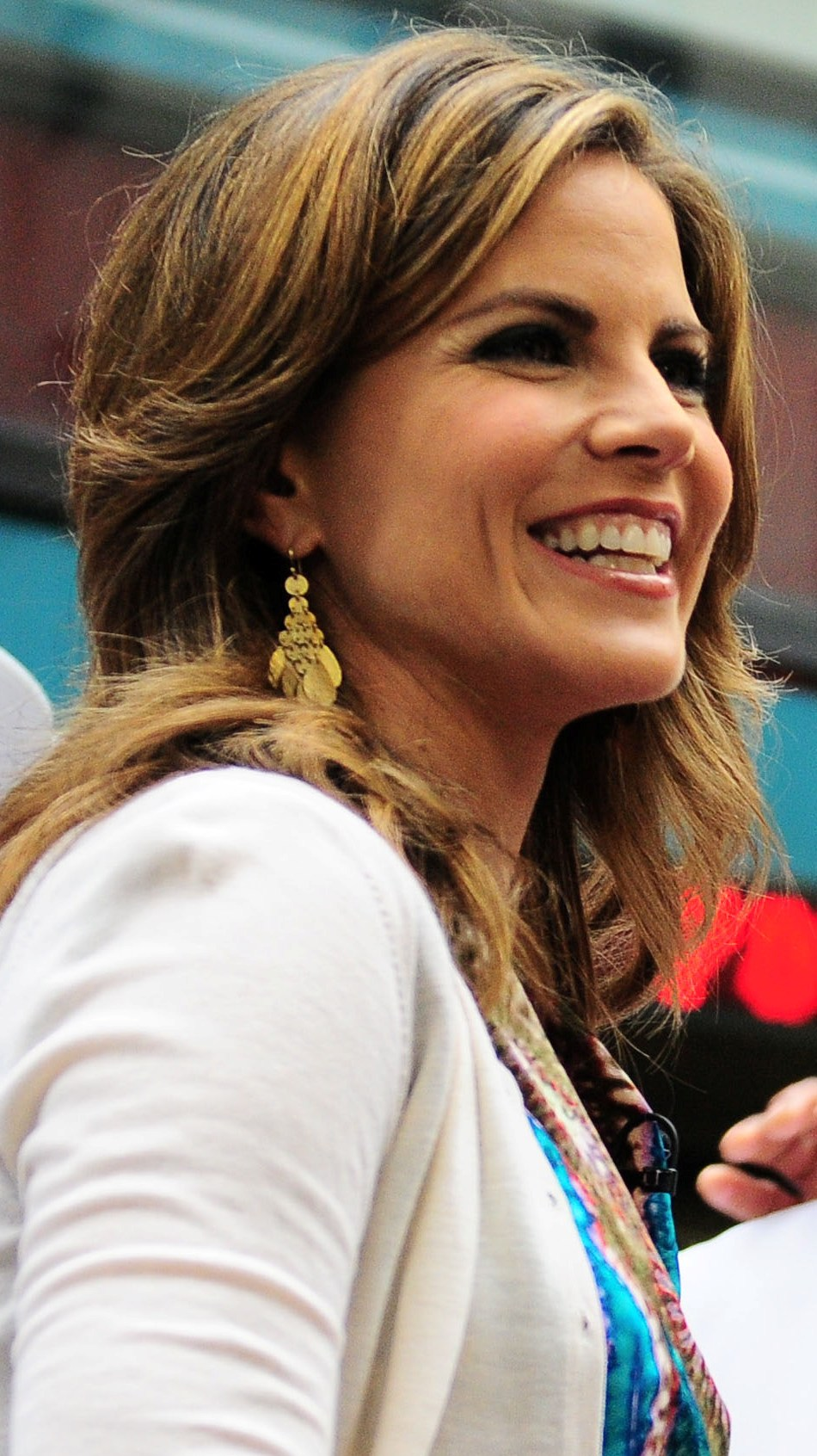
Natalie Morales en 2011

De 2002 à 2006, elle commence à se faire un nom en tant que journaliste à la MSNBC. En 2006, elle devient correspondante nationale sur la chaîne NBC. En 2008, elle devient coprésentatrice avec notamment Al Roker (en) de l'émission Today (NBC),. Elle reste à ce poste jusqu'en 2016, date à laquelle elle déménage pour animer l'émission Today de la côte ouest des États-Unis.
En octobre 2021, elle rejoint le réseau CBS, et l'année d'après prend l'antenne sur CBS News.

## Vie privée
Natalie Morales est mariée à Joseph Rhodes depuis le 22 aout 1998. Ils ont 2 garçons, nés en 2003 et 2008,.
Natalie Morales court des marathons et des triathlons.